# Tang Dynasty
Tang Dynasty (em chinês 唐朝; em pinyin Táng Cháo) é uma banda chinesa de heavy metal progressivo formada em 1988. Atribui-se ao Tang Dynasty o título de primeira banda de heavy metal da China. Em 2008, um dos integrantes da banda foi entrevistado pelo canadense Sam Dunn, para seu documentário Global Metal. O documentário mostra ainda trechos de ensaio da banda.

## Cronologia
- Em 1990 a banda Tang Dynasty passa a se apresentar pela primeira vez.
- Dezembro de 1991 é lançado o álbum 《梦回唐朝》.
- Dezembro de 1992 é lançado o álbum 《梦回唐朝》 em edição internacional.
- Em Maio de 1995 falece o baixista Zhang Ju num acidente de carro.
- Julho de 1995 entra o baixista Gu Zhong.
- Março de 1996 a banda grava o álbum 《再见张炬》 (Adeus Zhang Ju).
- Dezembro de 1998 é lançado o álbum 《演义》.
- Em 1999 Kaiser Kuo volta para os Estados Unidos e entra o guitarrista Yu Yang.
- Em 2000 entra o guitarrista Chen Lei.
- 6 de agosto de 2004 para participar Helan Mountain Music Festival
- 1º de julho de 2007 a banda vai para Hong Kong para a comemoração de seu 10º aniversário.
- 11 de setembro de 2007 vai para o estúdio gravar o terceiro álbum.
- 13 de junho de 2008 《浪漫騎士》 é lançado.

## Integrantes

### Atuais
- Ding Wu (丁武) - guitarra e vocal
- Chen Lei (陈磊) - guitarra
- Gu Zhong (顾忠) - baixo
- Zhao Nian (赵年) - bateria

### Ex-integrantes
- Zhang Ju (张炬), falecido
- Kaiser Kuo (郭怡广)
- Yu Yang (虞洋)
- Andrew Szabo
- Liu Yijun (刘义军)

## Discografia
- 1991 - 唐朝 (álbum)|唐朝 (Dinastia Tang)
- 1992 - 梦回唐朝 (Sonho de Volta à Dinastia Tang)
- 1997 - 再见张炬 (Adeus Zhang Ju)
- 1999 - 演义 (Épico)
- 2008 - 浪漫騎士 (Cavaleiro Romântico)
- 2013 - Thorns